# HD 220263
HD 220263，又名CP-60 7654，SAO 255474、HR 8889，是一颗恒星，视星等为6.09，位于銀經321.48，銀緯-53.77，其B1900.0坐标为赤經23h 17m 7.5s，赤緯-60° -53.77′ 15″。